# Liste de sondages sur les élections générales québécoises de 1985
Cette page dresse la liste des sondages d'opinions réalisés pendant la 32e législature du Québec jusqu'aux élections générales de 1985.

## Intentions de vote
Les résultats indiqués le cas échéant entre parenthèses sont ceux avant répartition proportionnelle des répondants.

### Pendant la campagne électorale
| Dernier jour du sondage                                          | PLQ  | PQ   | NPDQ | PPCQ | UN  | Autres | Sondeur | Échantillon | ME    | Source |
| ---------------------------------------------------------------- | ---- | ---- | ---- | ---- | --- | ------ | ------- | ----------- | ----- | ------ |
| Dernier jour du sondage                                          |      |      |      |      |     |        | Sondeur | Échantillon | ME    | Source |
| Résultats du vote                                                | 56,0 | 38,7 | 2,4  | 1,0  | 0,2 | 1,7    |         |             |       |        |
| 27 novembre 1985                                                 | 51   | 39   | 5    | 2    | 1   | 1      | Créatec | 838         | ± 4,3 | PDF    |
| 26 novembre 1985                                                 | 50   | 41   | NC   | NC   | NC  | NC     | Sorecom | 984         | NC    | PDF    |
| 24 novembre 1985                                                 | 54   | 39   | 2    | 1    | 1   | 2      | CROP    | 1 005       | ± 3,0 | PDF    |
| 22 novembre 1985                                                 | 50   | 40   | NC   | NC   | NC  | NC     | IQOP    | 870         | NC    | PDF    |
| 19 novembre 1985                                                 | 51   | 42   | 3    | 2    | 1   | 3      | Sorecom | 1 013       | ± 3,2 | PDF    |
| 18 novembre 1985                                                 | 48   | 42   | 5    | 3    | 0   | 2      | Laval   | 1 840       | NC    | PDF    |
| 11 novembre 1985                                                 | 50   | 42   | 2    | 3    | 1   | 2      | Sorecom | NC          | NC    | PDF    |
| 10 novembre 1985                                                 | 50   | 44   | 3    | 1    | 1   | 1      | CROP    | 1 007       | ± 3,0 | PDF    |
| 31 octobre 1985                                                  | 48   | 39   | NC   | NC   | NC  | 12     | Sorecom | 720         | ± 3,6 | PDF    |
| 28 octobre 1985                                                  | 48   | 45   | 4    | 2    | 1   | 0      | CROP    | 1 203       | NC    | PDF    |
| 28 octobre 1985                                                  | 48   | 40   | NC   | NC   | NC  | NC     | IQOP    | NC          | NC    | [ 1 ]  |
| Déclenchement officiel des élections générales (23 octobre 1985) |      |      |      |      |     |        |         |             |       |        |

### Pendant la32elégislature du Québec
|                                                             |
| Évolution des intentions de vote pendant la 33e législature |
| - Parti libéral - Parti québécois - Union nationale         |

| Dernier jour du sondage                                                 | PLQ     | PQ      | NPDQ | PPCQ | UN     | Autres | Sondeur | Échantillon | ME     | Source |
| ----------------------------------------------------------------------- | ------- | ------- | ---- | ---- | ------ | ------ | ------- | ----------- | ------ | ------ |
| Dernier jour du sondage                                                 |         |         |      |      |        |        | Sondeur | Échantillon | ME     | Source |
| 20 octobre 1985                                                         | 50      | 41      | NC   | 7    | 7      | 2      | Sorecom | 1 001       | ± 3,2  | [ 2 ]  |
| Pierre Marc Johnson est élu chef du Parti québécois (29 septembre 1985) |         |         |      |      |        |        |         |             |        |        |
| 1er septembre 1985                                                      | 52      | 32      | NC   | 15   | 15     | 1      | Sorecom | 1 001       | ± 3,2  | PDF    |
| Annonce par René Lévesque de sa démission prochaine (20 juin 1985)      |         |         |      |      |        |        |         |             |        |        |
| 20 avril 1985                                                           | 60      | 32      | NC   | NC   | 3      | 5      | UdeM    | 2 030       | NC     | PDF    |
| 28 février 1985                                                         | 55      | 38      | NC   | NC   | 4      | 3      | Sorecom | 1 203       | ± 2,9  | PDF    |
| 14 janvier 1985                                                         | 53      | 39      | NC   | NC   | 7      | 1      | CROP    | 1 005       | ± 3,0  | PDF    |
| 28 novembre 1984                                                        | 53      | 31      | NC   | NC   | 14     | 2      | Sorecom | 1 203       | ± 2,8  | PDF    |
| 26 septembre 1984                                                       | 58      | 23      | NC   | NC   | 18     | 1      | Sorecom | 1 201       | NC     | [ 3 ]  |
| 30 mai 1984                                                             | 69      | 23      | NC   | NC   | 7      | 1      | Sorecom | 1 200       | ± 2,88 | PDF    |
| 28 février 1984                                                         | 66      | 26      | NC   | NC   | 6      | 2      | Sorecom | 1 025       | ± 2,88 | et PDF |
| 26 février 1984                                                         | 61      | 31      | NC   | NC   | 6      | 2      | CROP    | 1 036       | ± 3,0  | et PDF |
| 2 décembre 1983                                                         | 66      | 24      | NC   | NC   | 10     | 0      | CROP    | 2 009       | ± 3,0  | [ 5 ]  |
| 26 novembre 1983                                                        | 67      | 27      | NC   | NC   | 6      | 0      | Sorecom | 1 209       | NC     | PDF    |
| Robert Bourassa devient chef du Parti libéral (15 octobre 1983)         |         |         |      |      |        |        |         |             |        |        |
| 6 octobre 1983                                                          | 61      | 29      | NC   | NC   | 9      | 1      | Sorecom | 1 193       | NC     | PDF    |
| 19 mars 1983                                                            | 57 (42) | 27 (24) | NC   | NC   | 10 (7) | 6 (4)  | CROP    | 1 125       | ± 4,0  | PDF    |
| 10 mars 1983                                                            | 64 (42) | 36 (24) | NC   | NC   | NC     | NC     | Lepage  | NC          | NC     | PDF    |
| 9 novembre 1982                                                         | 51      | 42      | NC   | NC   | 4      | 3      | UdeM    | 2 113       | ± 2,4  | PDF    |
| 10 mars 1982                                                            | 41      | 49      | NC   | NC   | 9      | 1      | CROP    | 1 002       | ± 3,0  | ,      |
| 28 novembre 1981                                                        | 44 (35) | 54 (43) | NC   | NC   | 1 (1)  | NC     | UdeM    | NC          | NC     | PDF    |
| 11 novembre 1981                                                        | 42 (30) | 54 (36) | NC   | NC   | 4 (3)  | 0      | CROP    | 1 000       | ± 4,0  | ,      |

#### Sondages réalisées avant la démission de René Lévesque
| Dernier jour du sondage                                            | PLQ | PQ | NPDQ | PPCQ | UN | Autres | Sondeur | Échantillon | ME    | Source |
| ------------------------------------------------------------------ | --- | -- | ---- | ---- | -- | ------ | ------- | ----------- | ----- | ------ |
| Dernier jour du sondage                                            |     |    |      |      |    |        | Sondeur | Échantillon | ME    | Source |
| 28 août 1985                                                       | 38  | 42 | NC   | NC   | NC | NC     | IQOP    | 854         | NC    | [ 10 ] |
| Annonce par René Lévesque de sa démission prochaine (20 juin 1985) |     |    |      |      |    |        |         |             |       |        |
| 28 février 1985                                                    | 49  | 46 | NC   | NC   | 2  | 3      | Sorecom | 1 203       | ± 2,9 | PDF    |
| 14 janvier 1985                                                    | 46  | 47 | NC   | NC   | 5  | 1      | CROP    | 1 005       | ± 3,0 | PDF    |

| Dernier jour du sondage                                            | PLQ | PQ | NPDQ | PPCQ | UN | Autres | Sondeur | Échantillon | ME    | Source |
| ------------------------------------------------------------------ | --- | -- | ---- | ---- | -- | ------ | ------- | ----------- | ----- | ------ |
| Dernier jour du sondage                                            |     |    |      |      |    |        | Sondeur | Échantillon | ME    | Source |
| Annonce par René Lévesque de sa démission prochaine (20 juin 1985) |     |    |      |      |    |        |         |             |       |        |
| 14 janvier 1985                                                    | 58  | 32 | NC   | NC   | 8  | 1      | CROP    | 1 005       | ± 3,0 | PDF    |

| Dernier jour du sondage                                            | PLQ | PQ | NPDQ | PPCQ | UN | Autres | Sondeur | Échantillon | ME    | Source |
| ------------------------------------------------------------------ | --- | -- | ---- | ---- | -- | ------ | ------- | ----------- | ----- | ------ |
| Dernier jour du sondage                                            |     |    |      |      |    |        | Sondeur | Échantillon | ME    | Source |
| Annonce par René Lévesque de sa démission prochaine (20 juin 1985) |     |    |      |      |    |        |         |             |       |        |
| 14 janvier 1985                                                    | 56  | 32 | NC   | NC   | 9  | 3      | CROP    | 1 005       | ± 3,0 | PDF    |

### Par langue
| Sondeur | Date             | Parti libéral | Parti libéral | Parti québécois | Parti québécois | NPDQ | NPDQ | Union nationale | Union nationale | Autres | Autres |
| ------- | ---------------- | ------------- | ------------- | --------------- | --------------- | ---- | ---- | --------------- | --------------- | ------ | ------ |
| Sondeur | Date             |               |               |                 |                 |      |      |                 |                 |        |        |
| Sondeur | Date             | FR            | NF            | FR              | NF              | FR   | NF   | FR              | NF              | FR     | NF     |
| CROP    | 24 novembre 1985 | 48            | NC            | 45              | NC              | NC   | NC   | NC              | NC              | NC     | NC     |
| ULaval  | 18 novembre 1985 | 41            | 79            | 49              | 11              | NC   | 10   | NC              | NC              | NC     | NC     |
| Sorecom | 18 novembre 1985 | 45            | 78            | 49              | 5               | NC   | NC   | NC              | NC              | 6      | 16     |
| CROP,   | 10 mars 1982     | 37            | 77            | 53              | 14              | NC   | NC   | 9               | 7               | 1      | 2      |
| CROP    | 11 novembre 1981 | 37            | 82            | 59              | 12              | NC   | NC   | 4               | 4               | 0      | 2      |

### Par âge
| Sondeur | Date             | Parti libéral | Parti libéral | Parti libéral | Parti québécois | Parti québécois | Parti québécois | Union nationale | Union nationale | Union nationale | Autres  | Autres  | Autres  |
| ------- | ---------------- | ------------- | ------------- | ------------- | --------------- | --------------- | --------------- | --------------- | --------------- | --------------- | ------- | ------- | ------- |
| Sondeur | Date             |               |               |               |                 |                 |                 |                 |                 |                 |         |         |         |
| Sondeur | Date             | 18 à 34       | 35 à 54       | 55 et +       | 18 à 34         | 35 à 54         | 55 et +         | 18 à 34         | 35 à 54         | 55 et +         | 18 à 34 | 35 à 54 | 55 et + |
| CROP    | 19 mars 1983     | 42            | 45            | 35            | 20              | 19              | 16              | NC              | NC              | NC              | NC      | NC      | NC      |
| CROP,   | 10 mars 1982     | 31            | 47            | 58            | 65              | 42              | 28              | 7               | 10              | 14              | 2       | 1       | 0       |
| CROP    | 11 novembre 1981 | 25            | 44            | 70            | 72              | 51              | 24              | 2               | 4               | 6               | 0       | 1       | 0       |

## Niveaux de satisfaction

### Satisfaction envers le gouvernement

#### Gouvernement Pierre Marc Johnson (1985)
| Dernier jour du sondage | Satisfaits | Insatisfaits | NSP / Refus | Sondeur | Échantillon | Marge d'erreur | Source |
| ----------------------- | ---------- | ------------ | ----------- | ------- | ----------- | -------------- | ------ |
| 24 novembre 1985        | 39         | 53           | 8           | CROP    | 1 005       | ± 3,0          | PDF    |
| 19 novembre 1985        | 42         | 58           | 0           | Sorecom | 1 013       | ± 3,2          | PDF    |
| 18 novembre 1985        | 46         | 54           | 0           | Laval   | 1 840       | NC             | PDF    |
| 10 novembre 1985        | 46         | 54           | 0           | CROP    | NC          | NC             | PDF    |
| 31 octobre 1985         | 42         | 52           | 6           | Sorecom | 720         | ± 3,6          | PDF    |
| 28 octobre 1985         | 52         | NC           | NC          | CROP    | 1 203       | NC             | [ 11 ] |
| 20 octobre 1985         | 45         | 53           | 4           | Sorecom | 1 001       | ± 3,2          | [ 2 ]  |

#### Gouvernement Lévesque (1981-1985)
| Dernier jour du sondage | Satisfaits | Insatisfaits | NSP / Refus | Sondeur | Échantillon | Marge d'erreur | Source |
| ----------------------- | ---------- | ------------ | ----------- | ------- | ----------- | -------------- | ------ |
| 1er septembre 1985      | 42         | 55           | 3           | Sorecom | 1 001       | ± 3,2          | [ 2 ]  |
| 9 novembre 1982         | 36         | 60           | 5           | UdeM    | 2 113       | ± 2,4          | PDF    |
| 19 mars 1983            | 31         | NC           | NC          | CROP    | 1 025       | ± 3,0          | [ 12 ] |
| 10 mars 1982            | 43         | 54           | 3           | CROP    | 1 002       | ± 3,0          | ,      |
| 18 janvier 1982         | 39         | 55           | 6           | Sorécom | 1 087       | ± 3,0          | PDF    |